# Cock-a-leekie

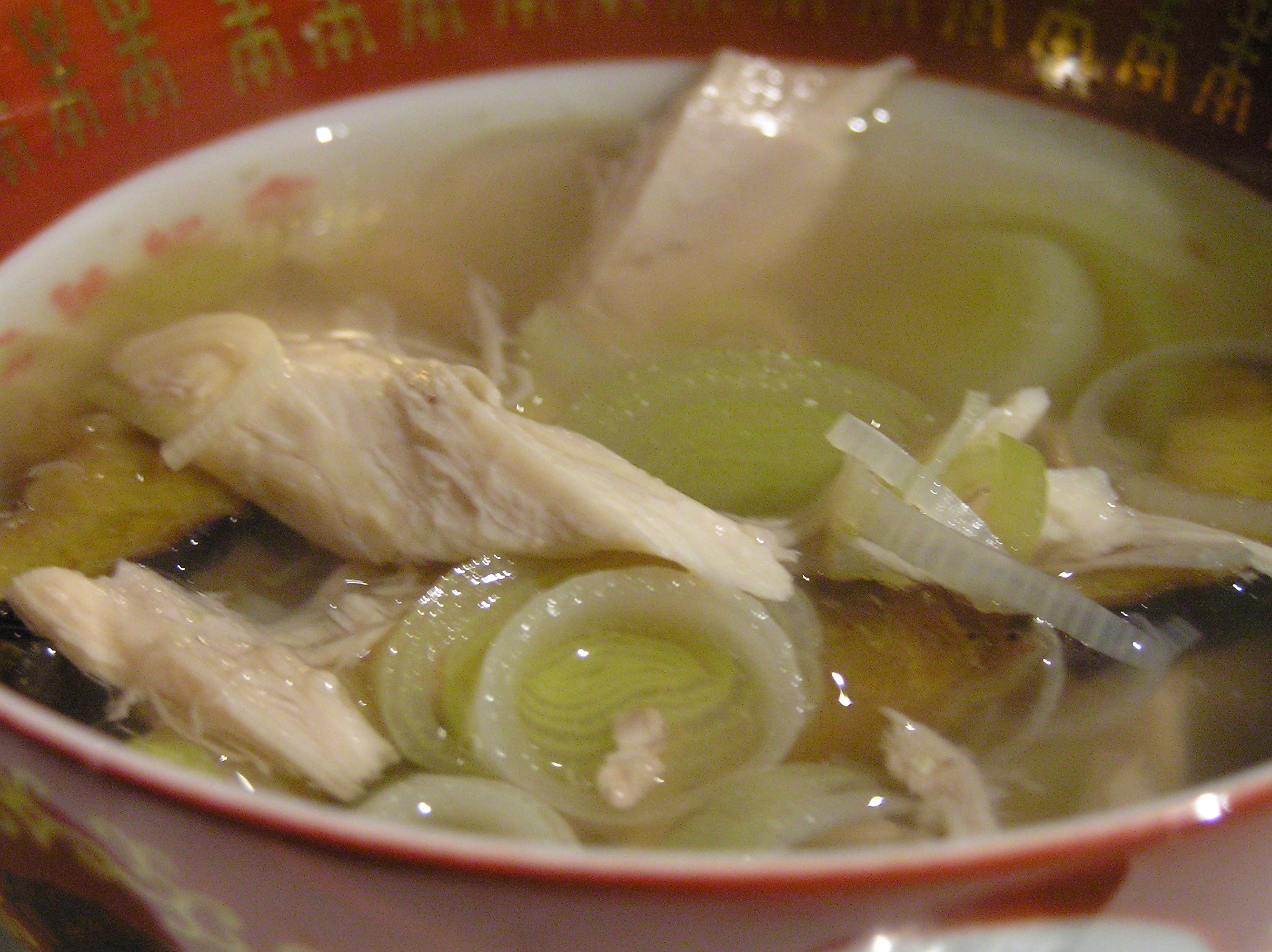
Cock-a-leekie

Cock-a-leekie ist eine Suppe beziehungsweise ein Eintopf aus Huhn und Lauch, typisch in der schottischen Küche.
Der Name besteht aus den englischen Begriffen cock für Hahn und leek für Lauch und kann erstmals im 18. Jahrhundert nachgewiesen werden. Das Gericht selbst stammt wahrscheinlich aus dem Mittelalter, enthielt ursprünglich Zwiebeln statt Lauch, außerdem Trockenpflaumen und/oder Rosinen, und das gekochte Huhn wurde separat gegessen und die Brühe dazu getrunken. In der modernen Zubereitung wird das Hühnerfleisch zerkleinert direkt mit der Suppe mitgegessen. Die Rosinen kommen heutzutage nicht mehr darin vor.
Lady Grisell Baillie (1665–1746) vom Mellerstain House soll in ihren Aufzeichnungen ihr Cock-a-Leekie als „Hühnersuppe mit Hühnern drin“ beschrieben haben. Der Legende nach wurde Cock-a-leekie aus den besiegten Kampfhähnen nach einem Hahnenkampf gekocht.

## Zubereitung
Es ist eine kräftige Hühnersuppe mit Lauch, manchmal mit Graupen und Pflaumen. Eine raffiniertere Version basiert auf Consommé, Lauch und Huhn.
Es werden nur die weißen und gelblichen/hellgrünen Teile des Lauchs verwendet. Das geviertelte Suppenhuhn und der Großteil des Lauchs werden in Salzwasser mit Lorbeerblatt und Pfeffer gargekocht, die Brühe abgeseiht, die Haut und Knochen entfernt, das Fleisch klein geschnitten und in der Suppe mit Streifen frischen Lauchs und entsteinten Trockenpflaumen heiß serviert.
Für Cock-a-leekie eignen sich auch die Karkasse eines Brathuhns und die Bratenreste davon. Für die Hühnerbrühe werden dann die Hühnerknochen in Wasser mit Salz und Pfeffer gekocht, kurz vor Ende der Kochzeit in Ringe geschnittene Lauchstangen darin simmern gelassen, Knochen entfernen, danach werden Streifen von gegartem Hühnerfleisch und von Trockenpflaumen hinein geben und sehr heiß serviert.

## Rezeption
Sir Walter Scott erwähnte Cock-a-Leekie dreimal in seinen Waverley-Romanen und das Gericht wurde in Meg Dods' Kochbuch (1826) besprochen, zu dem Scott vermutlich beigetragen hat.